# ジャスティン・ペカレック
ジャスティン・ペカレック（Justin Pekarek、1981年8月26日 - ）は、アメリカ合衆国カリフォルニア州出身の男性フィギュアスケートアイスダンス選手で現在はコーチ。1999年世界ジュニアフィギュアスケート選手権優勝。パートナーはジェイミー・シルバースタイン、ヒラリー・ギボンズなど。

## 経歴
カリフォルニア州のバレンシアに生まれ5歳でスケートをはじめた。1995年にジェイミー・シルバースタインとカップルを結成し、1997-1998年シーズンからISUジュニアグランプリに参戦を果たした。1998-1999年シーズン、JGP中国で優勝し、2度目の進出となったJGPファイナルで初優勝を飾る。1999年世界ジュニア選手権でも初優勝を果たした。翌1999-2000年シーズンからシニアクラスに転向し、ISUグランプリシリーズにも参戦を果たしたが、2000年世界選手権後に解散した。
その後ヒラリー・ギボンズとカップルを結成し、2003年カールシェーファーメモリアルで3位となるが全米選手権では表彰台に上ることはなかった。その後引退。現在はパートナーのヒラリー・ギボンズとともにボストンのフィギュアスケートクラブでコーチとして活動を続けている。

## 主な戦績
- 1999-00までジェイミー・シルバースタインとのカップル。
- 2002-03以降はヒラリー・ギボンズとのカップル。

| 大会/年                       | 1997-98 | 1998-99 | 1999-00 | 2002-03 | 2003-04 |
| ----------------------------- | ------- | ------- | ------- | ------- | ------- |
| 世界選手権                    |         |         | 12      |         |         |
| 四大陸選手権                  |         |         | 3       |         |         |
| 全米選手権                    |         |         | 2       | 9       | 7       |
| GPスケートアメリカ            |         |         | 5       |         |         |
| KSM                           |         |         |         |         | 3       |
| 世界Jr.選手権                 | 10      | 1       |         |         |         |
| JGPファイナル                 | 6       | 1       |         |         |         |
| JGP中国                       |         | 1       |         |         |         |
| JGPサン・ジェルヴェ           |         | 2       |         |         |         |
| JGPブラオエン・シュベルター杯 | 3       |         |         |         |         |
| JGPソフィア杯                 | 2       |         |         |         |         |

### 詳細
| 2003-2004 シーズン  |                                          |    |    |    |      |
| 開催日              | 大会名                                   | CD | OD | FD | 結果 |
| 2003年11月15日-19日 | カールシェーファーメモリアル（ウィーン） | 3  | 3  | 3  | 3    |